# العلاقات الإسواتينية التونسية
العلاقات الإسواتينية التونسية هي العلاقات الثنائية التي تجمع بين إسواتيني وتونس.

## مقارنة بين البلدين
هذه مقارنة عامة ومرجعية للدولتين:
| وجه المقارنة                                              | إسواتيني                                   | تونس                                       |
| --------------------------------------------------------- | ------------------------------------------ | ------------------------------------------ |
| المساحة (كم2)                                             | 17.36 ألف                                  | 163.61 ألف                                 |
| عدد السكان (نسمة)                                         | 1.37 مليون                                 | 11.53 مليون                                |
| الكثافة السكانية (ن./كم²)                                 | 78.92                                      | 70.47                                      |
| العاصمة                                                   | لوبامبا، مبابان                            | تونس                                       |
| اللغة الرسمية                                             | لغة إنجليزية، لغة سوازي                    | اللغة العربية                              |
| العملة                                                    | ليلانغيني سوازيلندي                        | دينار تونسي                                |
| الناتج المحلي الإجمالي (بليون دولار)                      | 4.41 مليار                                 | 40.26 مليار                                |
| الناتج المحلي الإجمالي (تعادل القوة الشرائية) بليون دولار | 11.13 مليار                                | 129.05 مليار                               |
| الناتج المحلي الإجمالي الاسمي للفرد دولار أمريكي          | 3.20 ألف                                   | 3.87 ألف                                   |
| الناتج المحلي الإجمالي للفرد دولار أمريكي                 | 8.29 ألف                                   | 11.44 ألف                                  |
| مؤشر التنمية البشرية                                      | 0.531                                      | 0.721                                      |
| رمز المكالمات الدولي                                      | +268                                       | +216                                       |
| رمز الإنترنت                                              | .sz                                        | .tn                                        |
| المنطقة الزمنية                                           | التوقيت القياسي لجنوب أفريقيا، ت ع م+02:00 | ت ع م+01:00، توقيت وسط أوروبا، ت ع م+02:00 |

## منظمات دولية مشتركة
يشترك البلدان في عضوية مجموعة من المنظمات الدولية، منها:
| علم المنظمة | اسم المنظمة                               | تاريخ انضمام إسواتيني | تاريخ انضمام تونس |
| ----------- | ----------------------------------------- | --------------------- | ----------------- |
|             | البنك الدولي للإنشاء والتعمير             | 22 سبتمبر 1969        | 14 أبريل 1958     |
|             | يونسكو                                    | 25 يناير 1978         | 8 نوفمبر 1956     |
|             | مؤسسة التمويل الدولية                     | 22 سبتمبر 1969        | 25 يوليو 1962     |
|             | المركز الدولي لتسوية المنازعات الاستشارية | 14 يوليو 1971         | 14 أكتوبر 1966    |
|             | منظمة حظر الأسلحة الكيميائية              | ?                     | ?                 |
|             | مؤسسة التنمية الدولية                     | 22 سبتمبر 1969        | 30 ديسمبر 1960    |
|             | منظمة التجارة العالمية                    | ?                     | ?                 |
|             | الاتحاد الأفريقي                          | ?                     | ?                 |
|             | الاتحاد البريدي العالمي                   | ?                     | ?                 |
|             | وكالة ضمان الاستثمار متعدد الأطراف        | 18 أبريل 1990         | 7 يونيو 1988      |
|             | الاتحاد الدولي للاتصالات                  | 11 نوفمبر 1970        | 14 ديسمبر 1956    |
|             | منظمة الشرطة الجنائية الدولية             | ?                     | ?                 |
|             | الأمم المتحدة                             | 24 سبتمبر 1968        | 12 نوفمبر 1956    |
|             | البنك الإفريقي للتنمية                    | ?                     | ?                 |

## وصلات خارجية
- موقع وزارة الخارجية التونسية